# Raluca Turcan
Raluca Turcan (ur. 2 kwietnia 1976 w Botoszanach) – rumuńska polityk i ekonomistka, posłanka do Izby Deputowanych, od 2016 do 2017 pełniąca obowiązki przewodniczącego Partii Narodowo-Liberalnej (PNL), w latach 2019–2020 wicepremier, od 2020 do 2021 minister pracy i ochrony socjalnej, w latach 2023–2024 minister kultury.

## Życiorys
Absolwentka ekonomii na Akademii Studiów Ekonomicznych w Bukareszcie (1999). Od 1996 do 1999 studiowała również w Państwowym Instytucie Języka Rosyjskiego im. Aleksandra Siergiejewicza Puszkina. Pracowała jako konsultantka do spraw komunikacji (1999–2000), nauczyciel akademicki na Universitatea Transilvania w Braszowie (2001–2006) i ekspert partyjnej frakcji w Senacie.
Działalność polityczną podjęła w Partii Narodowo-Liberalnej, od 2004 do 2006 zasiadała w jej biurze krajowym. Odeszła następnie do rozłamowej Partii Liberalno-Demokratycznej (PLD), w której w 2007 objęła funkcję wiceprzewodniczącej. Następnie dołączyła do Partii Demokratyczno-Liberalnej (PDL), w której do 2011 i ponownie od 2012 zajmowała stanowisko wiceprzewodniczącej. Wraz z w PDL w 2014 przystąpiła do Partii Narodowo-Liberalnej, powracając tym samym do swojego pierwszego ugrupowania. W PNL również została wiceprzewodniczącą partii.
W 2004 po raz pierwszy wybrana do Izby Deputowanych z okręgu Sybin, reelekcję uzyskiwała w wyborach w 2008, 2012, 2016, 2020 i 2024.
W grudniu 2016 została pełniącą obowiązki przewodniczącego PNL, zastępując Alinę Gorghiu, która zrezygnowała z przywództwa w partii z uwagi na słaby wynik ugrupowania w wyborach parlamentarnych. Partią kierowała do czerwca 2017, gdy na jej czele stanął Ludovic Orban. W listopadzie 2019 w nowo powołanym rządzie lidera liberałów objęła urząd wicepremiera. Pozostała na tej funkcji również w utworzonym w marcu 2020 drugim gabinecie dotychczasowego premiera. W grudniu 2020 została natomiast ministrem pracy i ochrony socjalnej w rządzie Florina Cîțu. Zakończyła urzędowanie w listopadzie 2021. W czerwcu 2023 powołana na ministra kultury w gabinecie Marcela Ciolacu; pełniła tę funkcję do grudnia 2024.